# Zobida ranruna
Zobida ranruna är en fjärilsart som beskrevs av Matsumura 1927. Zobida ranruna ingår i släktet Zobida och familjen björnspinnare. Inga underarter finns listade i Catalogue of Life.

## Bildgalleri

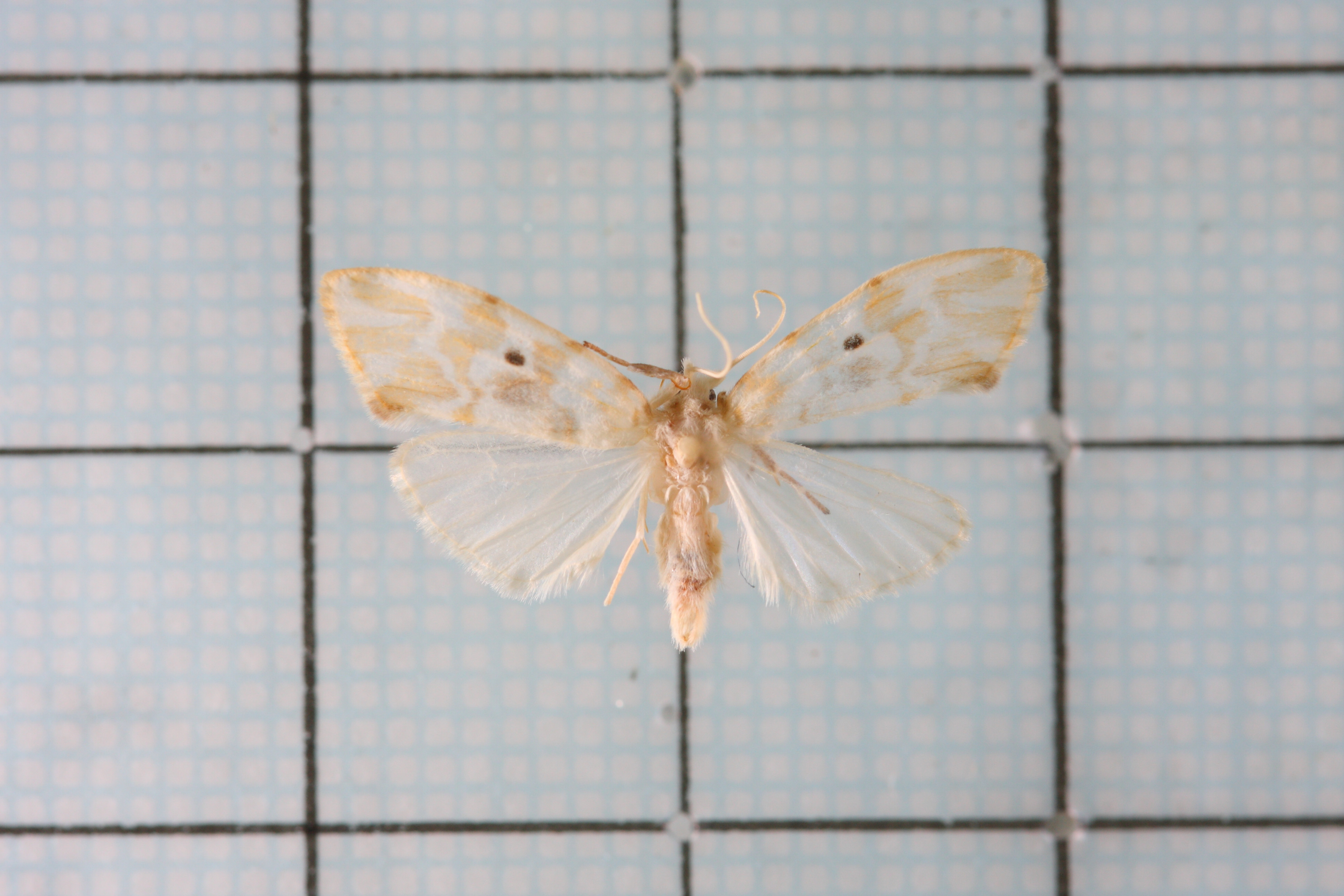